# San Giacomo Apostolo (Ascoli Piceno)

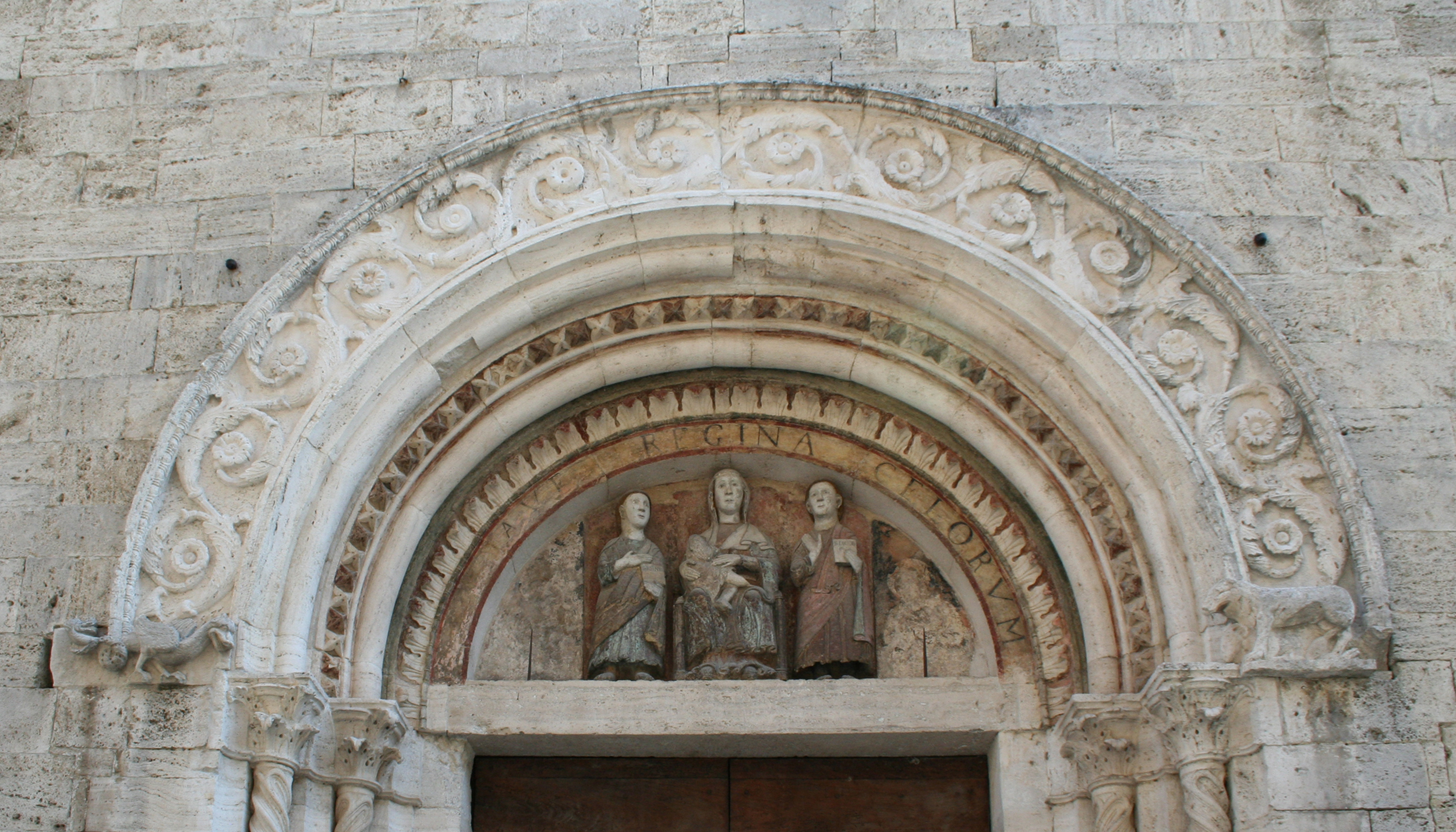
Die Statuen im Hochrelief aus dem 11. Jahrhundert gehörten wahrscheinlich zu einer anderen älteren Tür.

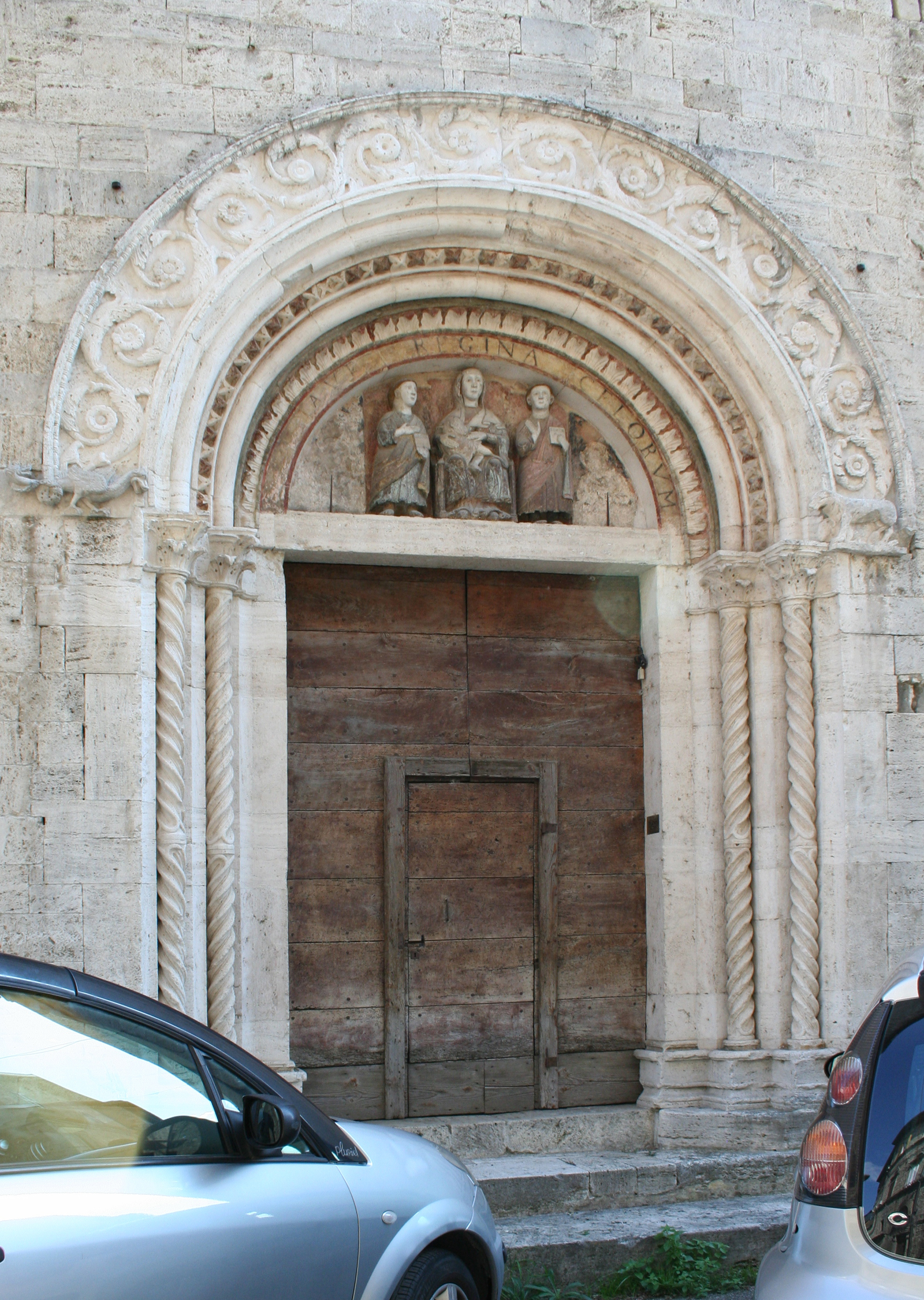
Mit Säulen und einer Lünette, von Blatt- und Tierdekorationen umgebenes, reich verziertes romanisches Seitenportal.

San Giacomo Apostolo ist eine römisch-katholische Kirche im historischen Zentrum von Ascoli Piceno. Das Gebäude steht, umgeben von vielen historischen Gebäuden, allein im Zentrum der Piazza della Fortuna und zeigt die Charakteristika und die Komposition der lokalen romanischen Kunst, mit etwas gotischem Einfluss.

## Geschichte und Architektur
Die Kirche wurde nach dem Jahr 1250 unter Verwendung von lokalem Travertin gebaut, einem Stein, aus dem die meisten Gebäude im historischen Zentrum der Stadt Piceno bestehen. Sie ist ein gutes Beispiel für die romanische Architektur mit ihren strukturellen Merkmalen, wie der Fassade mit einem aus zwölf kleinen Säulen bestehende Rosettenfenster und mit fünf in Form eines Kreuzes angeordneten Majolikaschalen.
Vermutlich wurde sie bereits zu Beginn des 14. Jahrhunderts mit zwei eleganten Portalen und einem Glockenturm ergänzt, der die Struktur prägt und mit den anderen Türmen des Adels und den Glockentürmen in der Nähe in Einklang bringt. Wie Cesare Mariotti anmerkt, zeigen in dieser Kirche, wie auch in Santi Vincenzo e Anastasio, die Portale ein großes Augenmerk auf ihre „reinen Formen“, die mit gedrehten Säulen, Rahmen aus Blumenfriesen und Lünetten mit Hochreliefskulpturen geschmückt sind.
In den Jahren zwischen 1917 und der faschistischen Periode, zwischen 1935 und 1936, wurde sie restauriert und auch in die Verunstaltungen und Veränderungen, die in den Jahrhunderten vor dem zwanzigsten Jahrhundert vorgenommen wurden, eingegriffen. Die Apsis, der Westeingang und die Monoforien wurden restauriert. Es wurde auch eine bis dahin unbekannte unterirdische Struktur entdeckt.

### Innen und außen
Ihr Inneres besteht aus einem einzigen Schiff, das in vier Räume unterteilt ist. Es hat Freskendekorationen, die im Laufe des 14. Jahrhunderts von unbekannten Künstlern ausgeführt wurden. Andere Dekorationsstücke stammen jedoch vom Meister von Offida, einem bekannten Maler aus der zweiten Hälfte des 14. Jahrhunderts, der im Piceno-Gebiet arbeitete und tätig war und verschiedene Bildzeugnisse in verschiedenen romanischen Kirchen der Stadt hinterlassen hat.
Das Außenmauerwerk des Gebäudes ist glatt und besteht aus Travertinblöcken, die ziemlich präzise abgekantet sind. Auf den beiden längeren Seiten befinden sich vier Seitentüren, zwei kleine Türen zum Presbyterium und zwei größere Türen für die Gläubigen.